# Ковалёв, Михаил Михайлович (экономист)
Михаи́л Михайлович Ковалёв (бел. Міхаіл Міхайлавіч Кавалёў; род. 2 мая 1947, д. Новая Вёска, Докшицкий район, Витебская область) — белорусский учёный-экономист, математик, аналитик, доктор физико-математических наук (1993), профессор (1994). Преподаватель экономического факультета Белорусского государственного университета и заведующий кафедрой аналитической экономики и эконометрики.

## Биография
Родился 2 мая 1947 года в деревне Новая Вёска, Докшицкий район Витебской области.
В 1969 году окончил математический факультет БГУ. В 1973 году окончил аспирантуру БГУ, защитив кандидатскую диссертацию по методам оптимального планирования.
В 1980—1981 году стажировался в Парижском университете, в 1991 году — в Монреальском университете.
В 1993 году защитил докторскую диссертацию, посвящённую методам оптимального принятия решений, в Институте кибернетики имени В. М. Глушкова, Киев, на тему «Выпукло-матроидные структуры в дискретной оптимизации и эффективных градиентных алгоритмах».
С 1973 года работает в БГУ на должностях ассистента, доцента, заведующего кафедрой автоматизированных систем управления и проектирования. (в середине-второй половине 80-х некоторое время был заведующим кафедрой системного программирования ФПМ БГУ)
С 1999 года по 2018 год — декан экономического факультета БГУ, заведующий кафедрой экономической информатики и математической экономики БГУ (кафедра аналитической экономики и эконометрики БГУ с 2013 года).
Работал гостевым профессором в университетах Болгарии, Германии, Нидерландов, Кубы, Польши, Франции, Швеции.
Регулярно выступает в качестве эксперта на страницах ведущих белорусских СМИ.

## Награды и премии
- Серебряная медаль ВДНХ СССР (1991)
- Отличник высшего образования (1997)
- Заслуженный деятель науки Республики Беларусь (2001)
- Стипендия Президента Республики Беларусь деятелям науки (2002—2003)